# شبكرمة حمراء الأوراق
شبكرمة حمراء الأوراق (الاسم العلمي:Ampelopsis rubifolia) هي نوع من النباتات يتبع جنس الشبكرمة من فصيلة الكرمية.